# Jacek Ziobrowski
Jacek Ziobrowski (ur. 24 stycznia 1948 r. w Ostromecku) – polski adwokat, Dziekan Okręgowej Rady Adwokackiej w Opolu w latach 2004 - 2010, od 2010 roku Prezes Wyższego Sądu Dyscyplinarnego Adwokatury.

## Życiorys
Ukończył studia na Wydziale Prawa i Administracji Uniwersytetu Wrocławskiego w 1974 roku, a następnie odbył aplikację sądową w Sądzie Wojewódzkim w Opolu i złożył egzamin sędziowski w lipcu 1976 roku. W roku 1978 został przyjęty na aplikację adwokacką w Izbie Adwokackiej w Opolu, którą ukończył w 1982 roku, rozpoczynając jednocześnie pracę adwokata w Zespole Adwokackim nr 1 w Opolu. Od 1992 roku zawód wykonuje w ramach Indywidualnej Kancelarii Adwokackiej w Opolu.
Pracę samorządową rozpoczął w 1984 roku udziałem w Komisji Samopomocy Koleżeńskiej sprawującej zarząd Funduszem Wzajemnej Pomocy Izby Adwokackiej w Opolu. Począwszy od roku 1992 aktywny uczestnik prac samorządowych jako Skarbnik (1992–1998), Wicedziekan (1998–2001), Członek (2001–2004) a następnie Dziekan (2004–2010) Okręgowej Rady Adwokackiej w Opolu.
Delegat Izby Opolskiej na Krajowych Zjazdach Adwokatury w Poznaniu (1995), Wrocławiu (2001), Warszawie (1998, 2004, 2007), Gdańsku (2010), Katowicach (2013), Krakowie (2016) oraz Bydgoszczy (2021).
Prezes Wyższego Sądu Dyscyplinarnego Adwokatury w kadencjach 2010-2013, 2013-2016 i 2016-2020.

## Życie prywatne
Żonaty, ojciec dwójki dzieci.

## Odznaczenia
Odznaczony przez Naczelną Radę Adwokacką odznaką Adwokatura Zasłużonym.